# De opwekking van Lazarus (Fabritius)
De opwekking van Lazarus is een schilderij van Carel Fabritius uit circa 1643, waarschijnlijk gemaakt tijdens zijn leertijd in het Amsterdamse atelier van Rembrandt of kort erna. 
Het schilderij stelt de opwekking van Lazarus door Christus voor, zoals beschreven in het Bijbelboek Johannes. Voor het onderwerp en de compositie heeft Fabritius de schilderijen en etsen van Rembrandt en Jan Lievens uit circa 1630-1631 als voorbeeld genomen (Rembrandts schilderij was op dat moment waarschijnlijk nog in het atelier aanwezig), maar de schildertechniek is duidelijk beïnvloed door De Nachtwacht, waar Rembrandt aan bezig was toen Fabritius bij hem in de leer was. Omdat Rembrandt zijn Nachtwacht in 1642 voltooide, wordt Fabritius' schilderij rond 1643 gedateerd.

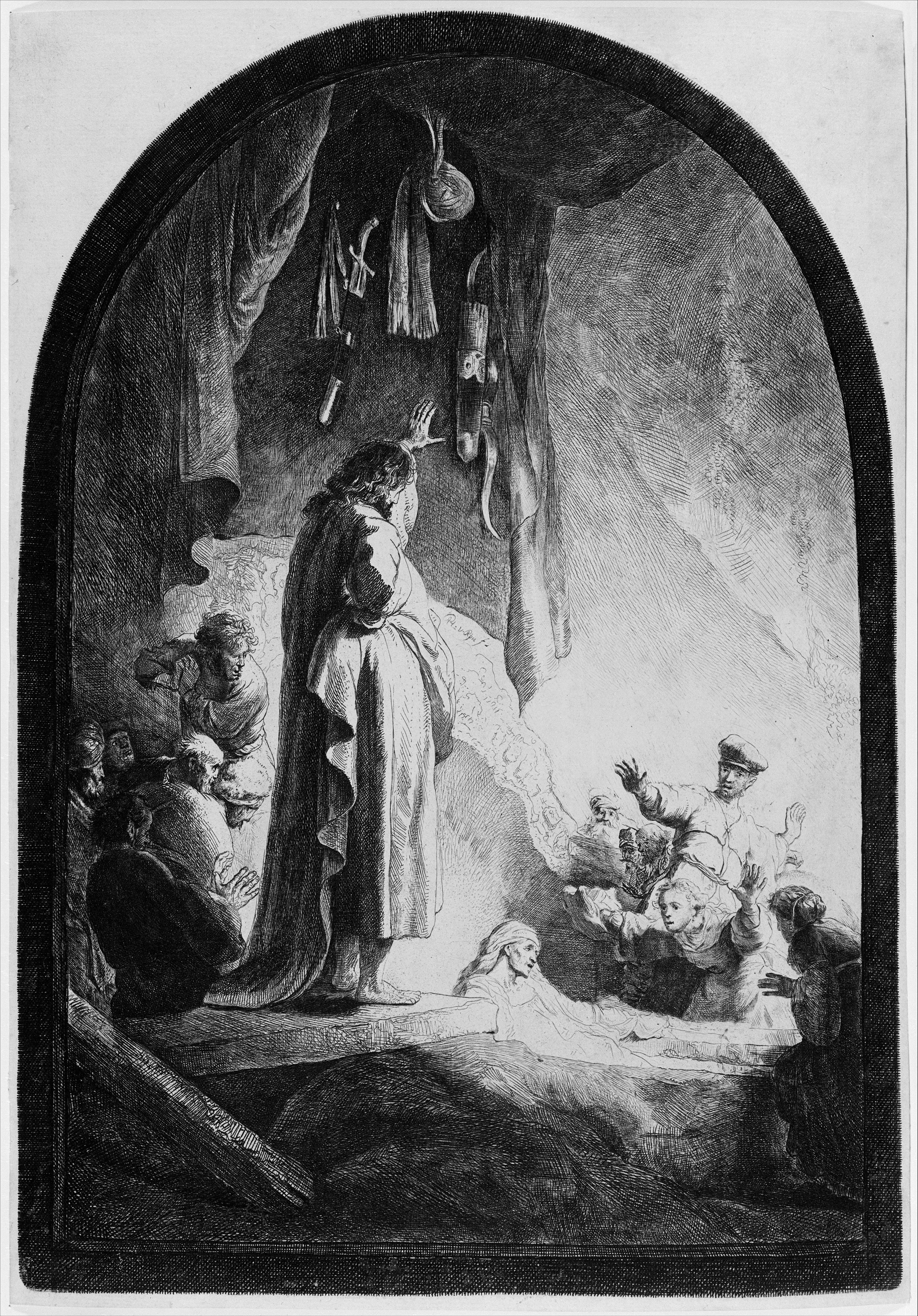
Rembrandt, De opwekking van Lazarus, ets, circa 1631, Metropolitan Museum of Art, New York

Voor Rembrandt zelf was De Nachtwacht in feite al achterhaald voordat hij het doek voltooid had, want juist rond deze tijd begon hij zijn werkwijze te veranderen. Dit is onder andere te zien aan de nieuwe ets van De opwekking van Lazarus die hij in 1642 maakte. Deze versie bevat minder dramatiek en heeft een serenere sfeer. Het is opvallend dat van deze ets in het schilderij van Fabritius geen invloed te bespeuren is. Fabritius heeft zich vooral gebaseerd op de oudere ets uit circa 1631, maar dan gespiegeld en met Christus vanuit een andere hoek gezien (frontaal in plaats van schuin van achteren).
Het grote formaat heeft aanleiding gegeven tot speculaties over de eventuele opdrachtgever van het schilderij. Omdat het de allure van een altaarstuk heeft, zou het voor een katholieke schuilkerk kunnen zijn gemaakt. Dat Fabritius uit een calvinistische familie afkomstig was, hoefde niet per se een bezwaar te zijn geweest. In elk geval kreeg hij de vrijheid zijn eigen interpretatie aan het verhaal te geven. Fabritiusbiograaf Christopher Brown deed de suggestie dat Fabritius het als een soort afstudeerproject heeft gemaakt aan het eind van zijn leertijd bij Rembrandt, vergelijkbaar met het vrijwel even grote schilderij Christus zegent de kinderen van Nicolaas Maes.

## Herkomst
Het schilderij is misschien identiek aan het werk dat op 16 september 1739 in Amsterdam is geveild met als omschrijving "De opwekking van Lazarus (...) een Stuk met 15 figuren". Het stond toen op naam van Rembrandt.
In de 19e eeuw bevond het schilderij zich minstens vanaf 1855 in de Alexanderkerk in Warschau. Het werd in die tijd toegeschreven aan Christian Wilhelm Ernst Dietrich, een 18e-eeuwse navolger van Nederlandse schilders uit de 17e eeuw. Tijdens de restauratie in 1935 werd de signatuur Car. Fabr. ontdekt. In 1956 werd De opwekking van Lazarus verworven door het Nationaal Museum in Warschau.

## Lievens en Rembrandt

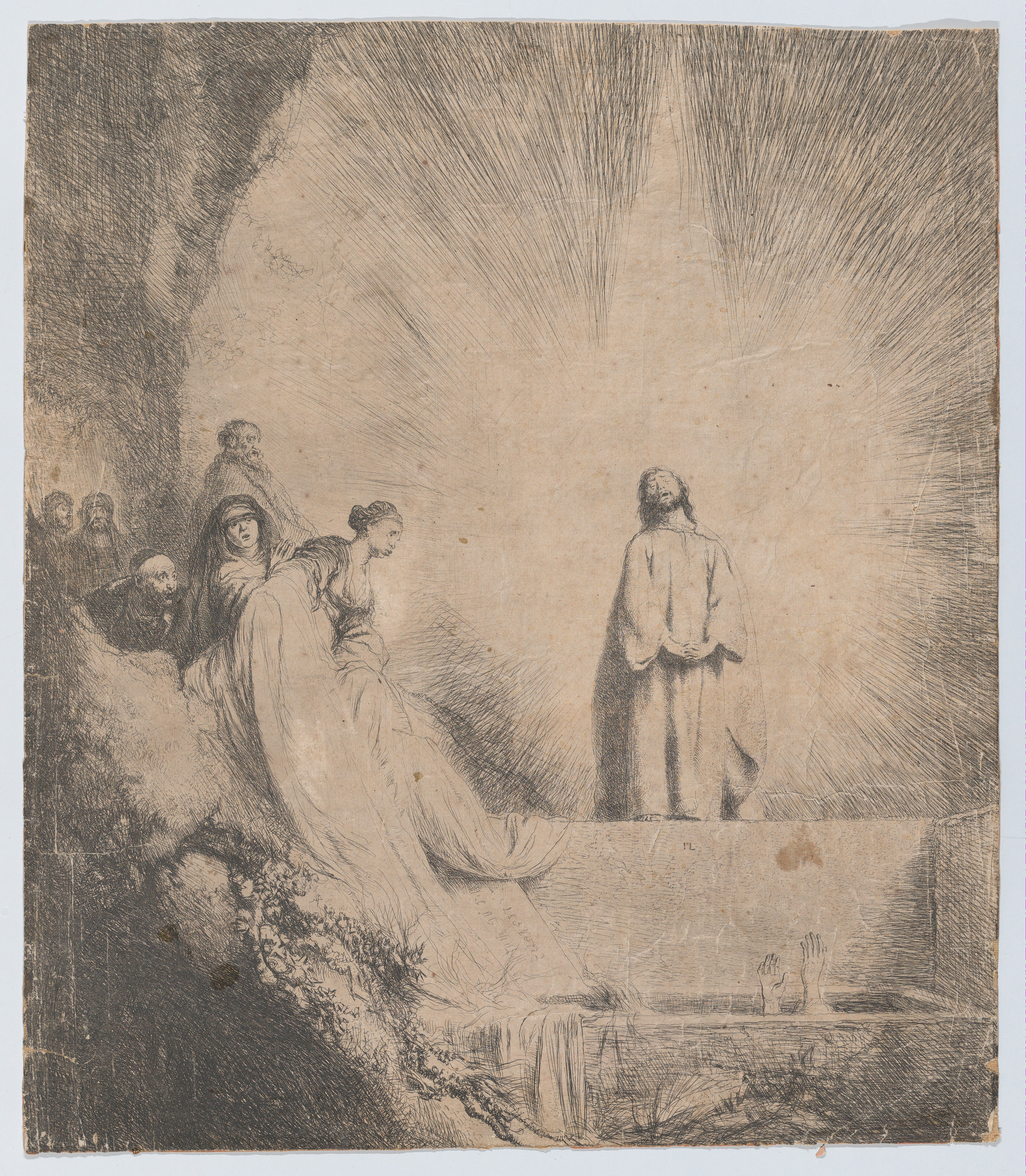
Jan Lievens, De opwekking van Lazarus, ets naar zijn eigen schilderij, ca. 1631, Metropolitan Museum of Art, New York
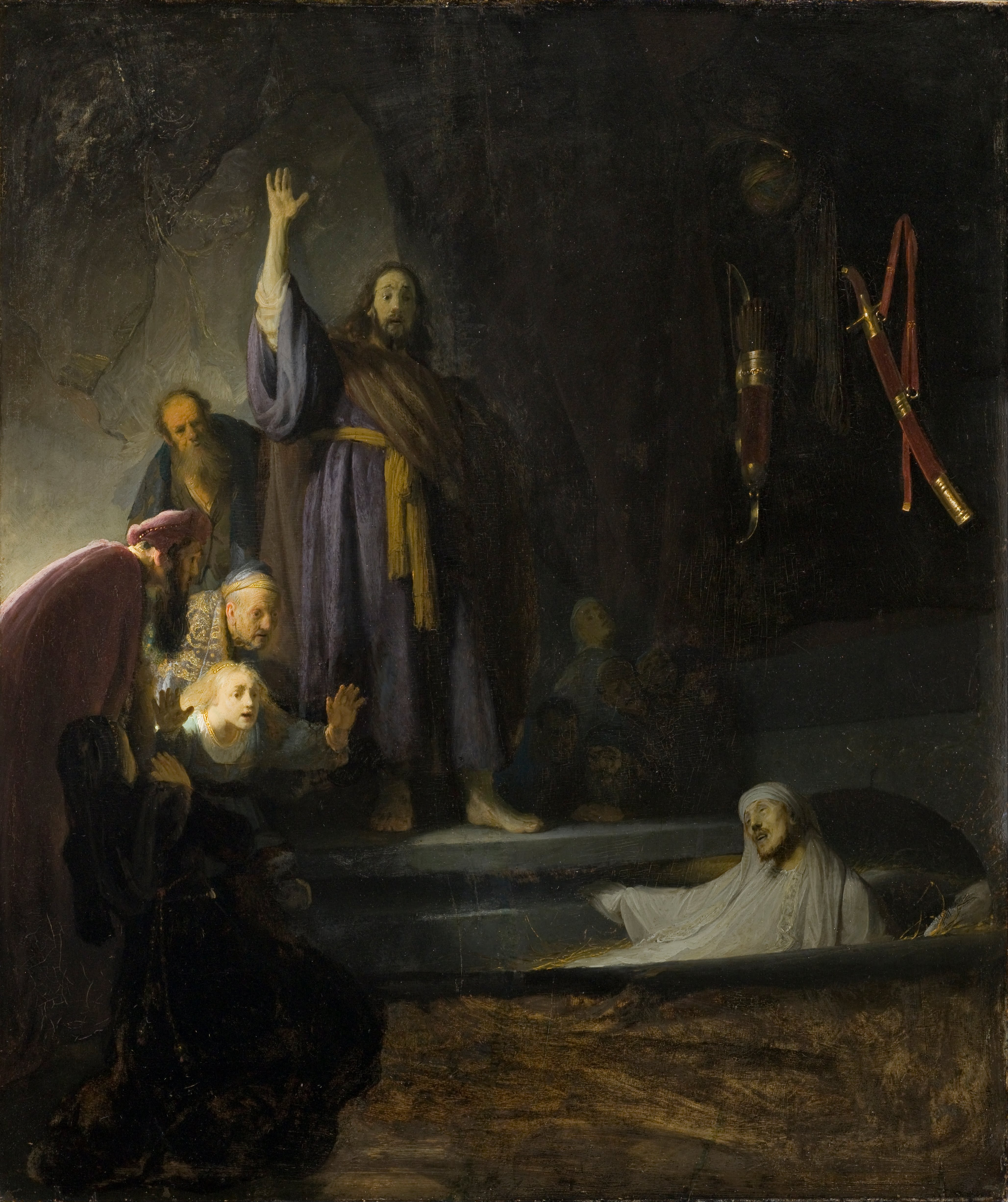
Rembrandt, De opwekking van Lazarus, olieverf op doek, ca. 1630-1631, Los Angeles County Museum of Art
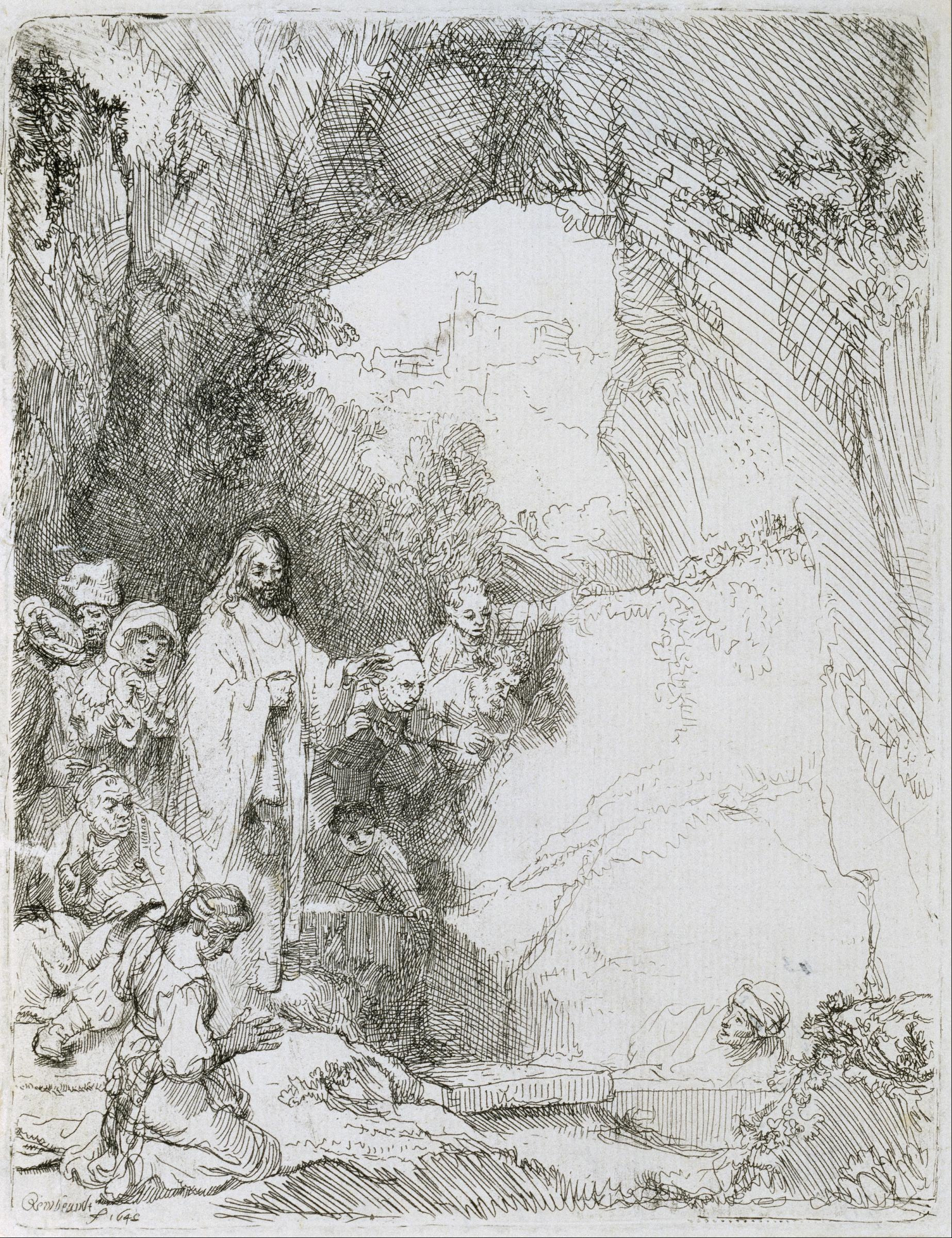
Rembrandt, De opwekking van Lazarus, ets, 1642, Museum of Fine Arts, Houston